# 圣但尼拉舍瓦斯
圣但尼拉舍瓦斯（法語：Saint-Denis-la-Chevasse，法語發音：[sɛ̃ dəni la ʃəvas]）是法国卢瓦尔河地区大区旺代省的一个市镇，位于该省中北部，属于永河畔拉罗什区。

## 地理
圣但尼拉舍瓦斯（46°49'19"N, 1°21'31"W）面积39.47 平方千米，位于法国卢瓦尔河地区大区旺代省，该省份为法国西部沿海省份，北起大西洋卢瓦尔省和曼恩-卢瓦尔省，西临大西洋，南至滨海夏朗德省，东部及东南部与德塞夫勒省接壤。
与圣但尼拉舍瓦斯接壤的市镇（或旧市镇、城区）包括：莱布鲁济勒、绍谢、拉科普沙尼耶尔、永河畔栋皮埃尔、布洛涅河畔莱吕克、贝尔维尼、蒙特雷韦尔。

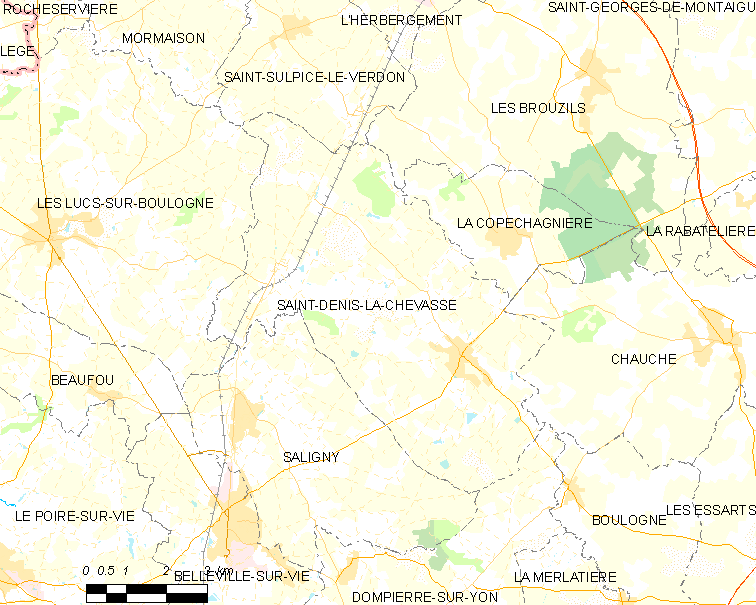
圣但尼拉舍瓦斯的OSM定位图

圣但尼拉舍瓦斯的时区为UTC+01:00、UTC+02:00（夏令时）。

## 行政
圣但尼拉舍瓦斯的邮政编码为85170，INSEE市镇编码为85208。

## 政治
圣但尼拉舍瓦斯所属的省级选区为艾泽奈县。

## 人口

1962-2008年间圣但尼拉舍瓦斯人口变化图示

圣但尼拉舍瓦斯于2022年1月1日时的人口数量为2425人。